# Луцькі князі
Князь Луцький — правитель, який правив у Луцькому князівстві.
Луцьке князівство вперше було виділено у кінці XI ст. для князя Святослава Давидовича (Микола Святоша). У першій половині XII ст. входило до володінь Великого князя київського або Волинського князя. У 1157 р. князівство було відновлене, у ньому правив Ярослав Ізяславич, та його потомки. Після смерті останнього з них (1227) Луцький уділ увійшов до складу володінь Данила і Василька Романовичів. По смерті Данила у Луцьку правив його син Мстислав, а після нього Луцький уділ став частиною  Волинського князівства. У першій половині XIV ст. Луцьк став однією з столиць Галицько-Волинської Держави, а з 1340 - став її столицею, а пізніше столицею удільного Великого князівства Волинського, яке було в залежності від Великого князівства Литовського. Остаточно ліквідоване фактично зі смертю Свидригайла Ольгердовича у 1452 р. Луцьк став центром Луцького повіту Волинської землі (з 1566 - воєводства)
| Луцькі князі            | Луцькі князі      | Луцькі князі                      |
| Князь                   | Роки              | Примітки                          |
| ----------------------- | ----------------- | --------------------------------- |
| Святослав Давидович     | 1099 — 1107       |                                   |
| Давид Ігорович          | 1099 — 1100       |                                   |
| Мстислав II Ізяславич   | 1155 — 1157       |                                   |
| Ярослав-Іван Ізяславич  | 1157 — 1180       |                                   |
| Інгвар Ярославич        | 1180 — 1220       |                                   |
| Всеволод Ярославич      | 1183              |                                   |
| Мстислав I Німий        | 1220 — 1226       |                                   |
| Іван Мстиславич         | 1226 — 1227       |                                   |
| Ярослав Інгварович      | 1227 — 1228       |                                   |
| Василько Романович      | 1229 — 1238       |                                   |
| Ростислав Михайлович    | 1240 — 1242       | як васал Данила Романовича        |
| Мстислав Данилович      | 1264 — після 1292 |                                   |
| Лев Юрійович            | 1308 — 1323       |                                   |
| Любарт-Дмитро           | 1340 — 1384       |                                   |
| Федір Любартович        | 1384 — 1387       |                                   |
| Вітовт Кейстутович      | 1387 — 1430       |                                   |
| Федір Любартович        | 1431              |                                   |
| Свидригайло Ольгердович | 1440 — 1452       | як столиця Волинського князівства |